# Totoró (ort)
Totoró är en ort i Colombia.   Den ligger i departementet Cauca, i den västra delen av landet, 300 km sydväst om huvudstaden Bogotá. Totoró ligger 2 706 meter över havet och antalet invånare är 1 888.
Terrängen runt Totoró är huvudsakligen kuperad, men söderut är den bergig. Runt Totoró är det ganska glesbefolkat, med 30 invånare per kvadratkilometer. Närmaste större samhälle är Silvia, 11,3 km norr om Totoró. Trakten runt Totoró består i huvudsak av gräsmarker.